# Nina Valetova
Nina Petrovna Valetova (russe : Нина Петровна Валетова), ou Nina Tokhtaman Valetova (russe : Нина Тохтаман Валетова), née le 19 novembre 1958, est une peintre métaphysique réaliste américano-russe.
Nina Valetova est née à Berdyash, République Socialiste Soviétique Autonome De Bachkir, RSFS de Russie, Union soviétique et a été diplômée comme spécialiste de la Faculté des Arts et du Graphisme de l’Institut Pédagogique de l’État de Bashkir en Oufa. Elle a immigré aux États-Unis en 1993.

## Travaux dans les collections publiques
Musée d’Art Moderne de Moscou, Moscou, Russie
- Le temps du changement, 2002
- Labyrinthe, 2001
- Réflexion, 1998
- Mutants, 2001

Musée National d’Art de Tchouvache, Tcheboksary, Russie
- Nuit, 2000[2]
- Anciennes épopées de ancêtres, 2008[3]
- Appel des ancêtres, 2008[4]

Musée d’Art de Novocheboksarsk, Novocheboksarsk, Russie
- Amazin, 2009

Centre d’Art Contemporain d’Omsk, Omsk, Russie
- Surmonter, 2000

## Expositions
- 2011 "Art Beijing 2011", Pékin, Chine
- 2011 A. Jain Marunouchi Gallery, New York, NY, États-Unis
- 2011 "Arte Pordenone 2011", Pordenone, Italie

Autres artistes de la galerie: Vassily Kandinsky, Alexandra Exter
- 2011 "Arte Genova 2011", Fiera di Genova, Genova, Italie[5]

Autres artistes de la galerie: Vassily Kandinsky, Alexandra Exter
Exposée avec Amedeo Modigliani, Andy Warhol, Marc Chagall, Pablo Picasso, Victor Vasarely
- 2011 Vernissage, Artinvest SRL Torra della Filanda, Rivoli, Torino, Italie

Autres artistes de la galerie: Vassily Kandinsky, Alexandra Exter
- 2010-2011 "From history to contemporary", jma Gallery / N Gallery / Euro-Asian Art and Culture Organization, Wien (Vienne), Autriche[6]

Exposée avec Francisco Goya, Pablo Picasso, Salvador Dalí, Marc Chagall, Victor Vasarely, Lucas Cranach
- 2009 Art Show de Quartier de la Mode, New York, NY, États-Unis
- 2009 "Metamorphosis", Agora Gallery, New York, NY, États-Unis[8]
- 2009 "Zolotoj Venec" ("Tiare d'or"), Musée National d’Art de Chuvash, Cheboksary, Russie[9]
- 2006 World Fine Art Gallery, New York, NY, États-Unis[10]
- 2001 "ArtManege 2001", Manege, Moskva (Moscou), Russie[11]
- 2001 "Zolotaja Kist' 2001" ("Pinceau d'or 2001"), New Manege, Moskva (Moscou), Russie
- 1995 Arthaus Gallery, Dallas, TX, États-Unis
- 1990-1991 Boulevard Galerie, Kopnhavn (Copenhague), Danemark
- 1983 Exposition des Jeunes Artistes Républicain, Ufa, Russie

Première Exposition

## Albums
- 2011 2011 International Encyclopaedic Dictionary of Modern and Contemporary Art, Casa Editrice Alba, Ferrara, Italie[12]
- 2009 2009 International Encyclopaedic Dictionary of Modern and Contemporary Art, Casa Editrice Alba, Ferrara, Italie[13]
- 2002 Russian Artistic Guide 2002, London Contemporary Art, London, R.U.

## Articles
- 2011 "Alternative worlds of Nina Valetova", Site à la Mémoire de Sergey Kuskov, Moskva (Moscou), Russie[14]
- 2011 "Artinvest s.r.l. Galleria d'Arte e casa d'aste", no.32 2011, p. 154, Art&tra, Italie[15]
- 2009 "Nina Valetova", ArtisSpectrum, vol.21, New York, NY, États-Unis[16]
- 2003 "World from the Other Side", Sergey Kuskov
- 2001 "Alternative Worlds of Nina Valetova", Sergey Kuskov

## Catalogues
- 2011 "Colleción di obras Nina Tokhtaman Valetova", Suu Art Magazine, no.88 2011, Valencia, Espagne[17]
- 2009 Sourcebook to the Art World 2009 Guide, Art in America, États-Unis
- Annuellement depuis 2006 "Unified Artists Catalog", Syndicat Professionnel des Artistes, Moskva (Moscou), Russie[18]